# Acritonia
Acritonia é um gênero de mariposa pertencente à família Crambidae.

## Espécies
- Acritonia comeella
- Acritonia lotelloides